# James Ellisor
James Ammon Ellisor (Glendale, 9 marzo 1990) è un cestista statunitense.

## Palmarès
- Campionato portoghese: 1

Benfica: 2022-2023
- Coppa di Portogallo: 2

Sporting CP: 2021
Benfica: 2023